# Imaduwa
Imaduwa är en administrativ by i Sri Lanka.   Den ligger i provinsen Southern Province, i den södra delen av landet, 120 km sydost om huvudstaden Colombo.